# OR13A1
OR13A1 (англ. Olfactory receptor family 13 subfamily A member 1) – білок, який кодується однойменним геном, розташованим у людей на короткому плечі 10-ї хромосоми. Довжина поліпептидного ланцюга білка становить 328 амінокислот, а молекулярна маса — 36 494.
| 10         |  | 20         |  | 30         |  | 40         |  | 50         |
| ---------- |  | ---------- |  | ---------- |  | ---------- |  | ---------- |
| MKLWMESHLI |  | VPETRPSPRM |  | MSNQTLVTEF |  | ILQGFSEHPE |  | YRVFLFSCFL |
| FLYSGALTGN |  | VLITLAITFN |  | PGLHAPMYFF |  | LLNLATMDII |  | CTSSIMPKAL |
| ASLVSEESSI |  | SYGGCMAQLY |  | FLTWAASSEL |  | LLLTVMAYDR |  | YAAICHPLHY |
| SSMMSKVFCS |  | GLATAVWLLC |  | AVNTAIHTGL |  | MLRLDFCGPN |  | VIIHFFCEVP |
| PLLLLSCSST |  | YVNGVMIVLA |  | DAFYGIVNFL |  | MTIASYGFIV |  | SSILKVKTAW |
| GRQKAFSTCS |  | SHLTVVCMYY |  | TAVFYAYISP |  | VSGYSAGKSK |  | LAGLLYTVLS |
| PTLNPLIYTL |  | RNKEVKAALR |  | KLFPFFRN   |  |            |  |            |

A: Аланін

C: Цистеїн

D: Аспарагінова кислота

E: Глутамінова кислота

F: Фенілаланін

G: Гліцин

H: Гістидин

I: Ізолейцин

K: Лізин

L: Лейцин

M: Метіонін

N: Аспарагін

P: Пролін

Q: Глутамін

R: Аргінін

S: Серин

T: Треонін

V: Валін

W: Триптофан

Кодований геном білок за функціями належить до рецепторів, g-білокспряжених рецепторів, білків внутрішньоклітинного сигналінгу. 
Локалізований у клітинній мембрані, мембрані.